# 레독스 OS
레독스 OS(Redox OS)는 러스트 프로그래밍 언어로 작성된 MIT 라이선스의 유닉스 계열 마이크로커널 운영 체제이다. 레독스는 실제 하드웨어에서 동작한다.
레독스는 Jeremy Soller가 개발하였으며 2015년 4월 20일 처음 GitHub에 게시되었다. 그 뒤로 40명 이상의 개발자들의 기여와 함께 개발이 진행 중이다.